# Ha eljön Joe Black
A Ha eljön Joe Black (Meet Joe Black) 1998-as amerikai romantikus fantasy-filmdráma. Főszereplők Brad Pitt, Claire Forlani és Anthony Hopkins.

## Rövid történet
A Halál, aki egy fiatalember alakját ölti, megkér egy médiamogult, hogy kalauzolja őt a földi életben, és eközben beleszeret annak lányába.

## Cselekmény
Az özvegy, gazdag médiamágnás, William Parrish pazar körülmények között él két szerető lányával a közelében s néhai felesége emlékével a szívében. Éppen két nagy, számára fontos esemény van készülőben. Az egyik cégének egyesítése egy másik mamutvállalattal, a másik pedig 65. születésnapja, melynek alkalmából idősebb lánya világraszóló partit szervez. Ekkor megérinti a halál szele, majd félelme megtestesül, és belép otthonába. A megnyerő fiatalember képében érkezett Halál éppen magával akarja vinni, amikor meglátja William gyönyörű lányát, és beleszeret. Az öreg megérzi, hogy a földi élet és a szerelem vágya elbizonytalanította az érkezőt, ezért próbál egyezkedni vele, hogy elodázhassa utolsó óráját. A Halál beköltözik hozzájuk, és a házigazda családi és üzleti életét egyaránt felforgatja.

## Szereplők
| Szerep          | Színész             | Magyar hangja (1. szinkron, 1999) |
| --------------- | ------------------- | --------------------------------- |
| Joe Black       | Brad Pitt           | Stohl András                      |
| William Parrish | Sir Anthony Hopkins | Sinkovits Imre                    |
| Susan Parrish   | Claire Forlani      | Kisfalvi Krisztina                |
| Drew            | Jake Weber          | Sinkovits-Vitay András            |
| Allison         | Marcia Gay Harden   | Andresz Kati                      |
| Quince          | Jeffrey Tambor      | Helyey László                     |
| Eddie Sloane    | David S. Howard     | Bácskai János                     |

## Díjak, jelölések
| Év   | Díj                           | Kategória                            | Jelölt          | Eredmény |
| ---- | ----------------------------- | ------------------------------------ | --------------- | -------- |
| 1999 | Szaturnusz-díj                | Legjobb férfi főszereplő             | Anthony Hopkins | Jelölve  |
| 1999 | Szaturnusz-díj                | Legjobb filmzene                     | Thomas Newman   | Jelölve  |
| 1999 | Szaturnusz-díj                | Legjobb női mellékszereplő           | Claire Forlani  | Jelölve  |
| 1999 | Bogey Award                   |                                      | UIP (gyártó)    | Elnyerte |
| 1999 | Golden Reel Award             | Legjobb hangvágás – Párbeszéd és ADR |                 | Jelölve  |
| 1999 | Arany Málna díj               | Legrosszabb remake vagy folytatás    |                 | Jelölve  |
| 2000 | Csapnivaló díj / Golden Slate | Legrosszabb film                     |                 | Elnyerte |

## Filmzene
1. Top Hat, White Tie And Tails
2. Our Love Is Here To Stay
3. Let's Face The Music And Dance
4. Isn't This A Lovely Day
5. Lovely To Look At
6. Can't Help Loving That Man
7. Cheek To Cheek
8. Where Or When
9. You're Getting To Be A Habit With Me
10. Anything Goes
11. Happy Birthday To You
12. What A Wonderful World
13. Israel Kamakawiwoʻole – Over The Rainbow / What A Wonderful World